# Chat Silayan
Chat Silayan, född 1960, död 23 april 2006, filippinsk skönhetsdrottning och skådespelare, som 1980 blev Miss Universum. Hon var dotter till skådespelaren Vic Silayan.